# Liste der Generalgouverneure Kanadas
Die folgende Liste führt die Gouverneure und Generalgouverneure von Kanada auf. Inbegriffen sind die Territorien und Kolonien auf dem heutigen Staatsgebiet.

## Neufrankreich (1627 bis 1760)
Siehe Liste der Gouverneure von Neufrankreich

## Gouverneure der Provinz Québec (bis 1791)
| Bild | Gouverneur                        | Amtszeit  |
| ---- | --------------------------------- | --------- |
|      | Jeffrey Amherst, 1. Baron Amherst | 1760–1763 |
|      | James Murray                      | 1764–1768 |
|      | Guy Carleton, 1. Baron Dorchester | 1768–1778 |
|      | Frederick Haldimand               | 1778–1786 |
|      | Guy Carleton, 1. Baron Dorchester | 1786–1791 |

## Gouverneure von Britisch-Nordamerika (bis 1838)
| Bild | Gouverneur                                | Amtszeit  |
| ---- | ----------------------------------------- | --------- |
|      | Guy Carleton, 1. Baron Dorchester         | 1791–1796 |
|      | Robert Prescott                           | 1796–1807 |
|      | James Henry Craig                         | 1807–1811 |
|      | George Prevost                            | 1812–1815 |
|      | John Coape Sherbrooke                     | 1816–1818 |
|      | Charles Lennox, 4. Duke of Richmond       | 1818–1819 |
|      | George Ramsay, 9. Earl of Dalhousie       | 1820–1828 |
|      | James Kempt                               | 1828–1830 |
|      | Matthew Whitworth-Aylmer, 5. Baron Aylmer | 1830–1835 |
|      | Archibald Acheson, 2. Earl of Gosford     | 1835–1837 |
|      | John Colborne, 1. Baron Seaton            | 1837–1838 |

## Gouverneure der Provinz Kanada und Generalgouverneure von Britisch-Nordamerika (bis 1867)
| Bild | Gouverneur                                 | Amtszeit  |
| ---- | ------------------------------------------ | --------- |
|      | John George Lambton, 1. Earl of Durham     | 1838–1839 |
|      | Charles Poulett Thomson, 1. Baron Sydenham | 1839–1841 |
|      | Charles Bagot                              | 1842–1843 |
|      | Charles Metcalfe, 1. Baron Metcalfe        | 1843–1845 |
|      | Charles Cathcart, 2. Earl Cathcart         | 1846–1847 |
|      | James Bruce, 8. Earl of Elgin              | 1847–1854 |
|      | Edmund Walker Head                         | 1854–1861 |
|      | Charles Monck, 4. Viscount Monck           | 1861–1867 |

## Generalgouverneure von Kanada
| Bild | Gouverneur                                                           | Amtszeit                                |
| ---- | -------------------------------------------------------------------- | --------------------------------------- |
|      | Charles Monck, 4. Viscount Monck                                     | 1. Juli 1867 – 14. November 1868        |
|      | John Young, 1. Baron Lisgar                                          | 2. Februar 1869 – 21. Juni 1872         |
|      | Frederick Hamilton-Temple-Blackwood, 1. Marquess of Dufferin and Ava | 25. Juni 1872 – 22. Oktober 1878        |
|      | John Campbell, 9. Duke of Argyll                                     | 25. November 1878 – 22. Oktober 1883    |
|      | Henry Petty-FitzMaurice, 5. Marquess of Lansdowne                    | 23. Oktober 1883 – 25. Mai 1888         |
|      | Frederick Arthur Stanley, 16. Earl of Derby                          | 11. Juni 1888 – 15. Juli 1893           |
|      | John Hamilton-Gordon, 1. Marquess of Aberdeen and Temair             | 18. September 1893 – 11. November 1898  |
|      | Gilbert Elliot-Murray-Kynynmound, 4. Earl of Minto                   | 12. November 1898 – 18. November 1904   |
|      | Albert Grey, 4. Earl Grey                                            | 10. Dezember 1904 – 12. Oktober 1911    |
|      | Arthur, Duke of Connaught and Strathearn                             | 13. Oktober 1911 – 11. Oktober 1916     |
|      | Victor Cavendish, 9. Duke of Devonshire                              | 11. November 1916 – 19. Juli 1921       |
|      | Julian Byng, 1. Viscount Byng of Vimy                                | 11. August 1921 – 29. September 1926    |
|      | Freeman Freeman-Thomas, 1. Viscount Willingdon                       | 2. Oktober 1926 – 16. Januar 1931       |
|      | Vere Ponsonby, 9. Earl of Bessborough                                | 4. April 1931 – 29. September 1935      |
|      | John Buchan, 1. Baron Tweedsmuir                                     | 4. November 1935 – 11. Februar 1940     |
|      | Alexander Cambridge, 1. Earl of Athlone                              | 21. Juni 1940 – 16. März 1946           |
|      | Harold Alexander, 1. Earl Alexander of Tunis                         | 12. April 1946 – 28. Januar 1952        |
|      | Vincent Massey                                                       | 28. Februar 1952 – 14. September 1959   |
|      | Georges Vanier                                                       | 15. September 1959 – 5. März 1967       |
|      | Roland Michener                                                      | 17. April 1967 – 13. Januar 1974        |
|      | Jules Léger                                                          | 14. Januar 1974 – 21. Januar 1979       |
|      | Edward Schreyer                                                      | 22. Januar 1979 – 13. Mai 1984          |
|      | Jeanne Sauvé                                                         | 14. Mai 1984 – 28. Januar 1990          |
|      | Ray Hnatyshyn                                                        | 29. Januar 1990 – 7. Februar 1995       |
|      | Roméo LeBlanc                                                        | 8. Februar 1995 – 7. Oktober 1999       |
|      | Adrienne Clarkson                                                    | 8. Oktober 1999 – 26. September 2005    |
|      | Michaëlle Jean                                                       | 27. September 2005 – 30. September 2010 |
|      | David Johnston                                                       | 1. Oktober 2010 – 1. Oktober 2017       |
|      | Julie Payette                                                        | 2. Oktober 2017 – 21. Januar 2021       |
|      | Mary Simon                                                           | seit dem 6. Juli 2021                   |

## Administratoren
Verschiedentlich wurden Administratoren als interimistische Generalgouverneure eingesetzt, wenn der Amtsinhaber verstorben oder länger abwesend war:
- Lyman Poore Duff (1931 und 1940)
- Thibaudeau Rinfret (1952)
- Robert Taschereau (1966/67)
- Beverley McLachlin (2005)
- Richard Wagner (2021)